# Mohamed Mzali
Mohamed Mzali (Arabă: محمد مزالي‎‎, n. 23 decemberie 1925 - d. 23 iunie 2010) a fost un politician tunisian, prim ministru al Tunisiei între 1980 și 1986.